# Inka Reinecke
Inka Reinecke (* 19. November 1974) ist eine ehemalige deutsche Fußballtorhüterin, die zuletzt beim Zweitligisten TSV Crailsheim unter Vertrag stand.

## Karriere
Reinecke begann zwölfjährig in der Fußballabteilung des TSV Oberbeuren im namengebenden Stadtteil von Kaufbeuren mit dem Fußballspielen. 1989 war sie beim SV Karlshuld im oberbayerischen Landkreis Neuburg-Schrobenhausen aktiv, bevor sie – innerhalb des Landkreises – 20-jährig zum FC Rennertshofen wechselte. Nach vier Spielzeiten wechselt sie zum TSV Schwaben Augsburg, den sie nach zwei Spielzeiten verließ, da sie vom FC Bayern München verpflichtet wurde. Dort blieb sie zwei Spielzeiten lang und absolvierte einige Punktspiele. Es folgten zwei Spielzeiten für den TSV Tettnang im gleichnamigen Ort im Bodenseekreis, eine Spielzeit in Mickhausen für den im schwäbischen Landkreis Augsburg ansässigen VfB und zwei in Kirchheim am Ries für die Frauenfußballabteilung der SV Eintracht Kirchheim. Von 2009 bis 2014 war sie nochmals Spielerin des TSV Schwaben Augsburg, für den sie am 29. April 2012 (16. Spieltag), beim 1:0-Sieg im Auswärtsspiel gegen den SC Sand, debütierte und am 15. September 2013 (2. Spieltag), beim torlosen Unentschieden im Heimspiel gegen die zweite Mannschaft des VfL Sindelfingen, als sie als Feldspielerin zum Einsatz kam und aushalf. Einen weiteren Einsatz als Feldspielerin hatte sie am 25. Mai 2014 (21. Spieltag) bei der 3:7-Niederlage im Auswärtsspiel gegen Eintracht Wetzlar, als sie in der 84. Minute für Melike Pekel eingewechselt wurde.
In den letzten beiden Spielzeiten war sie in der Funktion der Torwarttrainerin tätig. Zur Saison 2015/16 wechselte sie zum TSV Crailsheim in die 2. Bundesliga Süd, in der sie am 6. September 2015 (2. Spieltag), bei der 1:5-Niederlage im Auswärtsspiel gegen den Aufsteiger FSV Hessen Wetzlar – als Torfrau – debütierte.